# Circuit en sèrie

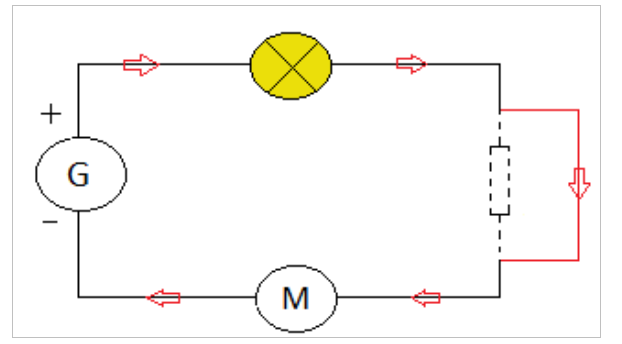
Circuit en sèrie

Un circuit en sèrie és un terme que s'utilitza en electricitat per referir-se a un circuit elèctric on els components (resistències, condensadors, fonts, ...) són a la mateixa branca, posats l'un darrere l'altre.
Les característiques de funcionament dels receptors connectats en sèrie són les següents:
-El corrent elèctric que circula per cada receptor és el mateix.
-La tensió d'alimentació del circuit es reparteix entre els diferents receptors.
-Si s'espatlla un receptor o el desconnectem, la resta deixa de funcionar.

## Anàlisi
En un circuit en sèrie els diferents receptors estan connectats l'un a continuació de l'altre, de manera que hi circula el mateix corrent elèctric a tots als seus elements.

### Resistències
Per un circuit amb resistències en sèrie:
La resistència equivalent (total) del circuit és igual a:
Aquesta equació pot ser demostrada basant-se a les propietats del circuit:
Utilitzant la llei d'Ohm i els dos enunciats anteriors: 

### Inductors
Per a un circuit amb inductors (també anomenats bobines) connectats en sèrie:
La inductància total és igual a:

### Condensadors

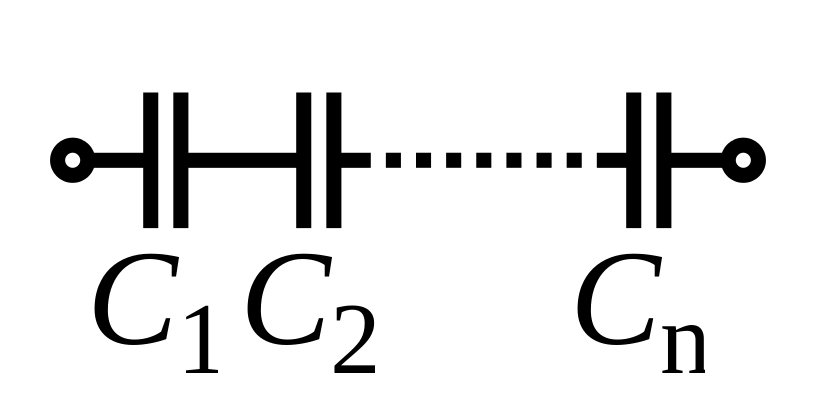
N condensador connectat en sèrie

Per a un circuit amb condensadors connectats en sèrie:
La capacitat total és igual a: